# Герцог Кларенс и Сент-Эндрюс
Герцог Кларенс и Сент-Эндрюс (англ. Duke of Clarence and St Andrews) — дворянский титул в системе пэрства Великобритании. Существовали также титулы «герцог Кларенс» (в пэрстве Англии), «герцог Кларенс и Эвондейл» и «граф Кларенс» (в пэрстве Соединённого королевства).

## История титула
В средневековой Англии существовал титул герцога Кларенса, который несколько раз присваивался младшим членам английской королевской семьи. 20 мая 1789 года король Великобритании Георг III присвоил своему третьему сыну Уильяму Генри титулы герцога Кларенса и Сент-Эндрюса в пэрстве Великобритании и графа Манстера в пэрстве Ирландии. После того как 26 июня 1830 году умер его брат, король Георг IV, не оставивший детей, Уильям Генри наследовал корону под именем Вильгельма IV. Титулы же, которые он носил до этого, вернулись короне.
Позже в пэрстве Соединённого королевства) создавались титулы «граф Кларенс» и «Герцог Кларенс и Эвондейл».

## Герцоги Кларенс и Сент-Эндрюс (1789)
- 1789—1830: Принц Уильям (Вильгельм) Генри (21 августа 1765 — 20 июня 1837), герцог Кларенс и Сент-Эндрюс и граф Манстер с 1789 года, третий сын короля Великобритании Георга III и Шарлотты Мекленбург-Стрелицкой. В 1830 году стал королём Великобритании и Ирландии (под именем Вильгельм IV), а также Ганновера (под именем Вильгельм I)[2].